# Синдром Такаясу
Синдро́м Такая́су (неспецифічний аортоартеріїт, хвороба Такаясу, синдром дуги аорти, артеріїт Такаясу) — автоімунне запальне ураження невідомого походження, що відбувається в аорті та її відгалуженнях. Випадки синдрому виявляють повсюдно, але частіше у молодих азійських жінок. Співвідношення хворих чоловіків та жінок становить 1:8, а проявляється захворювання між 15-им та 30-им роками життя. Синдром Такаясу також ще називають хворобою відсутності пульсу і синдромом дуги аорти. Летальність при синдромі Такаясу відносно низька — 10 % хворих помирають внаслідок цереброваскулярних ускладнень.

## Історичні відомості
Вперше випадок цього синдрому у 21-річної жінки доповів у 1908 році Мікіто Такаясу на Дванадцятому Щорічному Зборі Японської Спілки Офтальмологів. Він описав специфічні кільцеподібні прояви кровоносних судин на сітківці ока. Двоє лікарів (професори К. Онісі та Т. Кагосіма) на тому ж Зборі повідомили про подібні прояви на сітківці очей у пацієнтів, що страждали на відсутність пульсу на зап'ястках. Вони відзначили, що у їхніх пацієнтів пульс пропальпувати не вдалося в обох променевих артеріях (Онісі) або в лівій променевої артерії (Кагосіма), що у своїй доповіді не відзначив сам Такаясу. Тепер відомо, що ці прояви є ангіогенезною реакцією на звуження артерій шиї, що також пояснює зникнення пульсу в кровоносних судинах рук у деяких пацієнтів. Після цього кілька випадків зареєстрували в Японії, а 1939 року Ясузо Сінмі використав у свої доповіді термін «артеріїт Такаясу» вперше.

## Клінічні ознаки
Цей синдром відносять до системних васкулітів. Приблизно у половини пацієнтів з'являються первинні соматичні симптоми: стомлюваність, гарячка, розлади сну, втрата ваги, біль у суглобах. Доволі часто синдром перебігає з анемією, лейкоцитозом, підвищенням рівню С-реактивного білка та збільшенням швидкості осідання еритроцитів. Пізніше гострофазові реакції згасають, але зберігається підвищений рівень імуноглобулінів, показники бластної трансформації лімфоцитів. Ця стадія поступово завершується і переходить у хронічну, що характеризується запаленням аорти та її відгалужень. У інших хворих на синдром Такаясу з'являються лише пізні зміни кровоносної системи без попередніх ранніх соматичних симптомів. На пізніх стадіях слабкість стінок артерій може привести до виникнення локалізованих аневризм. Також цей синдром може спричинити хворобу Рейно.

## Лікування
Пацієнтам призначають глюкокортикостероїди (ГКС) — найчастіше преднізолон. Щоденна доза на початку лікування становить 1 мг на кілограм маси тіла. Через значні побічні ефекти від тривалого приймання препарату стартову дозу поступово зменшують протягом кількох тижнів паралельно отриманому ефекту, поки ця доза не буде достатньою, аби підтримати досягнутий ефект на належному рівні і без виникнення побічних явищ. Ефективність лікування ГКС тим вище, чим виражене запалення, тому їх краще призначати при загостренні захворювання. У деяких хворих ефективні імунодепресанти.